# 松戸市立総合医療センター
松戸市立総合医療センター（まつどしりつそうごういりょうセンター）は、千葉県松戸市にある医療機関。救命救急センター、臨床研修指定病院、千葉県災害拠点病院に指定されている。通称は「松戸市立病院」。中華人民共和国黒龍江省ハルビン医科大学第一臨床医学院と姉妹病院の提携をしている。2017年12月27日に国保松戸市立病院を移転し改称・開院した。

## 概要
東葛北部地域における中核病院である。第2種感染症指定医療機関（知事指定）に指定されている。
松戸市には市立の医療機関として松戸市立福祉医療センター東松戸病院（2024年3月31日閉院）もあり、連携した医療を行っていた。

### 沿革
- 1950年 - 「松戸市国民健康保険病院」として開院[2]
- 1967年 - 「国保松戸市立病院」と病院名称を変更、上本郷4005番地に移転
- 2010年 - 新病院の基本計画に関する住民投票に係わる署名提出 [3]
- 2017年12月 - 新病院に移転し「松戸市立総合医療センター」として開院。
- 2024年4月 - 「松戸市立福祉医療センター東松戸病院」閉院に伴い、同病院の機能を受け継ぐ。
- （完成時期未定）「仮称・予防医療センター」・新病棟（緩和ケア病棟）建築予定

## 施設概要
- 病床数 600床（一般592床、感染症8床）
- がん診療連携拠点病院

## 診療科
| - 内科 - 総合診療科 - 脳神経内科 - 消化器内科 - 循環器内科 - 呼吸器内科 - 血液内科 - 化学療法内科 - 緩和ケア科 - 皮膚科 | - 外科 - 消化器外科 - 乳腺外科 - 呼吸器外科 - 心臓血管外科 - 脳神経外科 - 形成外科 - 整形外科 - 眼科 - 耳鼻咽喉科 - 泌尿器科 - 産婦人科 - 歯科口腔外科 | - 小児科 - 小児外科 - 小児脳神経外科 - 小児心臓血管外科 - 新生児科 | - 放射線科 - 麻酔科 - 精神科(休診中） - 病理診断科 |

## 交通
- JR常磐線北松戸駅・馬橋駅から松戸市コミュニティバス（中和倉コース）・「総合医療センター」行で終点「総合医療センター」下車
- 京成松戸線上本郷駅（北口）・みのり台駅入口（ホームセンター前）・八柱駅（北口）から無料シャトルバス（平日のみ）[4]
- 松戸駅東口・北松戸駅から京成バス・「松戸市立総合医療センター」行で終点「総合医療センター」下車[5][6]

## 付属機関
- 松戸市立病院附属看護専門学校

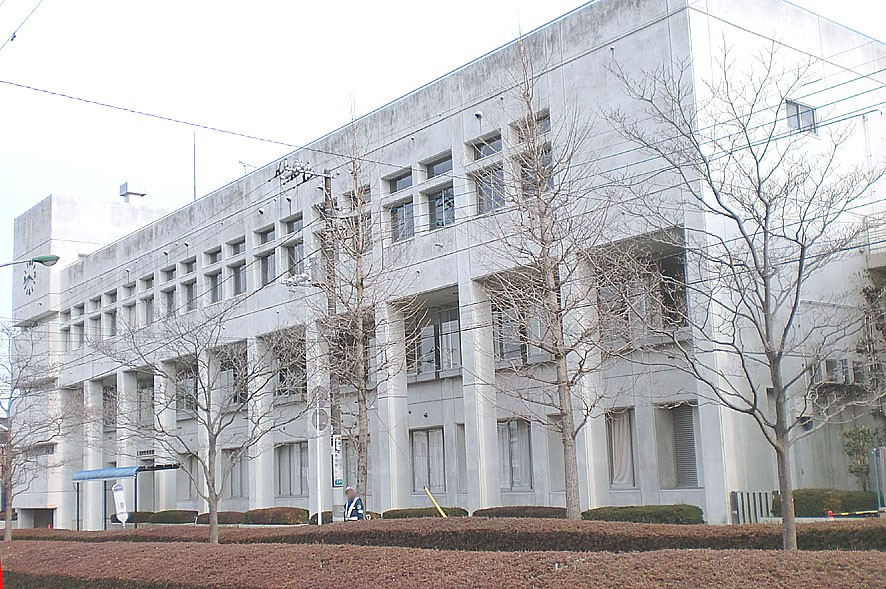
附属看護専門学校

## 周辺施設
- 松戸運動公園（上本郷）
- 松戸競輪場（上本郷）

## 移転・建て替え問題
1995年の阪神・淡路大震災の後、現病院の耐震性に問題があると判明し、加えて施設の老朽化も進んでいたことから建て替えが計画され、以来10年以上にわたって用地の選定などの議論が続けられた。
2008年12月に当時の川井敏久市長が東松戸駅前（松戸市紙敷）への新病院移転構想を表明した。2013年春の開院を目指しての計画を公表した。市が提案した「新病院施設整備に係る出資金」の中の建設工事費が約156億円かかることについて市民・市議会の中にも推進派と反対派が対立し、具体的な解決の糸口が見当たらないまま2010年6月13日に市長選挙が行なわれ、現地建て替えを主張した本郷谷健次が川井を破って当選したため、この移転計画は棚上げとなった。
本郷谷新市長は建替計画検討委員会を設置し、現地建て替えの可否を検証することとなった。ところが、市が業務委託したコンサルタント会社から示されたコスト試算は工期6年3ヵ月、事業費約173億円、また工事期間中の減収が約32～62億円にも及ぶという厳しい内容であった。2011年3月28日、検討委員会は「現地建て替えは現実の問題として非常に困難である」と結論付け、「移転建て替えの道を探るべき」との提言を出した。
これを受けて市は6月30日に新病院整備構想案を8案提示。内容的には過去10年以上に渡って議論されてきた案の再提示であり、事実上議論は振り出しに戻った。9月15日には本郷谷市長が現地建て替えの断念を正式に表明した。
2012年9月11日、松戸市は市議会定例会に千駄堀地区への建て替えを目指す補正予算案を追加提案した。このときの提案理由説明で、本郷谷市長は公約通り実現できなかったことを謝罪した。新病院の基本設計委託費約7,900万円および新病院周辺道路整備の設計委託費約1,600万円を計上したこの補正予算案は、9月18日に市立病院建設検討特別委員会において全会一致で可決され、10月1日の本会議で可決・成立の見通しとなった。